# 馮璋
馮璋（1502年—1583年），字如之，號養虚，浙江寧波府慈谿縣人，軍籍，明朝政治人物。

## 生平
嘉靖七年（1528年）戊子科浙江鄉試第三十八名舉人。嘉靖十七年（1538年）中式戊戌科會試第九名，登第三甲第一百七十三名進士。十八年十一月选授南京廣西道试監察御史，二十年二月实授。历按江淮诸郡，墨吏望风解绶。修复城隍，严立章程，上江防五事为久远计，地方获靖。丁内艰，服阕，改北道，巡按畿辅，振肃纲纪，贵戚敛手。虑边徼弗固，上“选将、练兵、足财”三事，朝论伟之。秩满，命巡按四川。二十九年（1550年）四月，前阳武知县王聯举报巡抚胡缵宗作诗诅谤，世宗大怒，興起大獄，御史胡植、冯璋、张洽等人皆牵连下狱，後审明復职。担任御史十三年，以忤当道，出为福建巡视海道副使。被御史弹劾，辞官归乡。居林下二十余年，卒年八十有一。

## 家族
曾祖馮民；祖父馮魯；父馮雋，母魏氏；前母張氏。慈侍下。從兄馮岳，济南知府。